# Angelo Rognoni
Angelo Rognoni (Pavia, 1896 – Pavia, 1957) è stato un pittore italiano, esponente del futurismo.

## Biografia
È stato insieme a Gino Soggetti il principale esponente del futurismo pavese. Aderisce negli anni Dieci al movimento, entusiasmato da una serata futurista al Teatro Guidi di Pavia. Realizza tavole parolibere che vengono riprodotte sulle riviste "L'Italia futurista" e "Procellaria". Redige il Manifesto della psicopittura e fonda con Soggetti ed altri appassionati la rivista "La Folgore Futurista", che pubblica sintesi teatrali e parole in libertà. Frequenta assiduamente Marinetti, Corra, Francesco Cangiullo ed altri esponenti futuristi. 
Interventista, fugge di casa allo scoppio della guerra per arruolarsi e va a combattere sul Carso, ma viene fatto prigioniero durante la conquista da parte di Rommell della vetta del Matajur e trascorre 14 mesi nei campo di prigionia di Celle, dove viene recluso con Carlo Emilio Gadda, allora ufficiale degli Alpini. Redige un diario della sua prigionia intitolato Gefangenen (che verrà esposto nel 2015 ai Musei Civici di Pavia) ed altri scritti autobiografici. 
Autore poliedrico, è attratto dalla confluenza fra mezzi espressivi diversi: anche se proprio a causa della sua produzione eterogenea tarderà ad ottenere il riconoscimento della critica. Mentre come pittore si dedica soprattutto alla tecnica mista e al collage, nel 1920 pubblica il romanzo La veste che faceva frou fru e il dramma La stroncatura. Nel 1922 teorizza tale eclettismo nel Manifesto dei plastici paroliberi, imperniato sulla trasformazione della poesia in scultura. Nel 1933, ispirandosi alle sintesi futuriste, mette in scena Il dottor Mattia alla sala Bossi di Milano, con le scene di Bruno Munari. 
Nel frattempo si allontana progressivamente dal Futurismo, man mano che esso si avvia a diventare estetica di regime. Inevitabile il distacco da Marinetti, che tuttavia firma il testo introduttivo alla raccolta 51 sintesi teatrali futuriste, pubblicata da Rognoni nel 1943. Antifascista,  l'artista si avvicina inizialmente al movimento anarchico, per poi aderire al Partito Comunista.